# María Pinto
María Pinto ist eine Gemeinde in der Provinz Melipilla, Metropolregion Santiago in Chile. Sie hat 13.590 Einwohner, von denen die Hälfte im Dorf und die Übrigen in der ländlichen Umgebung wohnen (Stand: 2017).

## Geographie
María Pinto liegt etwa 70 km westlich von der Hauptstadt Santiago, eingebettet im breiten Tal des Flusses Estero Puangue zwischen den schroff ansteigenden Bergen der Küstenkordillere, die in dieser Zone den höher gelegenen Talkessel Santiagos von der Küstenregion der Hafenstädte Valparaíso und San Antonio trennen. Die Gemeindefläche beträgt ca. 395 km2.

## Geschichte
Mitte 1536 erreichten der spanische Konquistador Diego de Almagro und sein Gefolge als erste Europäer das Gebiet der heutigen Gemeinde María Pinto. Sie kamen aus Richtung des Tals von Casablanca über den Pass bei Ibacache ins Puanguetal. Auf der Suche nach Reichtümern und Gold ließen sie das Tal weitgehend unbeachtet, weil es nichts dergleichen zu finden gab. Sie zogen dann weiter am Puangue entlang in Richtung des heutigen Melipilla. Wenig später brach Almagro seinen Entdeckungs- und Eroberungszug ab und kehrte zurück nach Peru.
Was blieb, war ein rudimentäres Wissen über die Bevölkerung. Damals lebten mehrere Gruppen von Ureinwohnern verstreut über das ganze Tal des Puangue, in kleinen Siedlungen mit bis zu 10 Hütten. Die Spanier bezeichneten die Einwohner allgemein als Picones, aber unterschieden die einzelnen Gruppen durch den Namen ihrer Clanchefs, die als Kazike tituliert wurden. Diese besaßen Felder in abgegrenzten Flächen, die aber nicht innerhalb einer Gemarkung, sondern in einiger Entfernung voneinander verstreut lagen. Die Grundstücke wurden wohl gelegentlich auch untereinander gehandelt. Es ist bekannt, dass Mais und Melonen angebaut wurden und ein Bewässerungssystem angelegt war.
Die zweite spanische Invasion, geführt von Pedro de Valdivia, erreichte ab 1540 die Zentralregion. Der Krieg der sich um das neu gegründete Santiago del Nuevo Extremo im Mapocho-Tal entfachte verhinderte zunächst für einige Jahre die weitere Ausdehnung der jungen Kolonie. So blieb das Puanguetal, das durch hohe, kaum überwindbare Berge vom Mapochotal getrennt ist, für die folgenden zehn Jahre wegen seiner isolierten Lage weitgehend außerhalb der spanischen Kontrolle und diente lediglich als Transitstrecke zwischen Santiago und der Küste.
Die erste Encomienda in der Zone wurde Ende 1550 im nördlich angrenzenden Curacaví von Pedro de Valdivia an Juan Bautista de Pastene vergeben. In den folgenden 50 Jahren wurde dann auch das Gebiet des heutigen María Pinto kolonisiert. Bis um 1600 gab es bereits einige Estancias, von denen einige den Nachfahren von Pastene gehörten. In den darauf folgenden hundert Jahren teilten sich ungefähr sechs Estancias das gesamte heutige Gemeindegebiet von etwa 395 Quadratkilometern. Dieser Großgrundbesitz erwies sich über die Generationen hinweg als beständig. Mit Ausnahme in den Zonen, wo sich heute die Siedlungskerne María Pinto und Los Rulos befinden. Dort wurde im 18. Jahrhundert das Gelände stark parzelliert und es wuchsen kleine Siedlungen.
1903 erhielt María Pinto eine eigene Gemeindeverwaltung.

## Wirtschaft
María Pinto wird vor allem durch die Landwirtschaft geprägt. Es gibt keine Industrie. Die wichtigste Einnahmequelle der Stadtverwaltung sind die Gebühren die alljährlich im März für die Erneuerung der Straßenverkehrszulassung für Kraftfahrzeuge anfallen.